# Regan Slater
Regan Newman Slater (Gleadless, 11 settembre 1999) è un calciatore inglese, centrocampista dell'Hull City.

## Carriera
Cresciuto nel settore giovanile dello Sheffield United, debutta in prima squadra il 9 novembre 2016, in occasione dell'incontro di Football League Trophy vinto per 2-4 contro il Grimsby Town, partita in cui va anche a segno. Poco impiegato dalla società di Sheffield, viene ceduto in prestito a Carlisle United, Scunthorpe United e Hull City, tutte militanti in terza divisione, ottenendo con quest'ultima squadra anche una promozione in seconda divisione. Rientrato alla base, rimane fuori dalla rosa e il 27 gennaio 2022 fa ritorno all'Hull City, che lo acquista a titolo definitivo.

## Statistiche

### Presenze e reti nei club
Statistiche aggiornate al 26 febbraio 2023.
| Stagione                | Squadra                 | Campionato              | Campionato | Campionato | Coppe nazionali | Coppe nazionali | Coppe nazionali | Coppe continentali | Coppe continentali | Coppe continentali | Altre coppe | Altre coppe | Altre coppe | Totale | Totale |
| Stagione                | Squadra                 | Comp                    | Pres       | Reti       | Comp            | Pres            | Reti            | Comp               | Pres               | Reti               | Comp        | Pres        | Reti        | Pres   | Reti   |
| ----------------------- | ----------------------- | ----------------------- | ---------- | ---------- | --------------- | --------------- | --------------- | ------------------ | ------------------ | ------------------ | ----------- | ----------- | ----------- | ------ | ------ |
| 2016-2017               | Sheffield United        | FL1                     | 0          | 0          | FACup+CdL       | 0               | 0               |                    | -                  | -                  | FLT         | 1           | 1           | 1      | 1      |
| 2017-2018               | Sheffield United        | FLC                     | 1          | 0          | FACup+CdL       | 1+0             | 0               |                    | -                  | -                  |             | -           | -           | 2      | 0      |
| Totale Sheffield United | Totale Sheffield United | Totale Sheffield United | 1          | 0          |                 | 1               | 0               |                    | -                  | -                  |             | 1           | 1           | 3      | 1      |
| 2018-2019               | Carlisle United         | FL1                     | 35         | 2          | FACup+CdL       | 2+1             | 0               |                    | -                  | -                  | FLT         | 3           | 0           | 41     | 2      |
| 2019-2020               | Scunthorpe United       | FL1                     | 12         | 0          | FACup+CdL       | 0+1             | 0               |                    | -                  | -                  | FLT         | 2           | 0           | 15     | 0      |
| 2020-2021               | Hull City               | FL1                     | 27         | 1          | FACup+CdL       | 2+0             | 0               |                    | -                  | -                  | FLT         | 5           | 0           | 34     | 1      |
| gen.-mag. 2022          | Hull City               | FLC                     | 16         | 0          | FACup+CdL       | -               | -               |                    | -                  | -                  |             | -           | -           | 16     | 0      |
| 2022-2023               | Hull City               | FLC                     | 33         | 3          | FACup+CdL       | 1+1             | 0               |                    | -                  | -                  |             | -           | -           | 35     | 3      |
| Totale Hull City        | Totale Hull City        | Totale Hull City        | 76         | 4          |                 | 4               | 0               |                    | -                  | -                  |             | 5           | 0           | 85     | 4      |
| Totale carriera         | Totale carriera         | Totale carriera         | 124        | 6          |                 | 9               | 0               |                    | -                  | -                  |             | 11          | 1           | 144    | 7      |

## Palmarès

### Club

#### Competizioni nazionali
- Football League One: 1

Hull City: 2020-2021